# ملكة جمال الكون 1989
ملكة جمال الكون 1989 هي مسابقة ملكة جمال الكون الثامنة والثلاثون في تاريخ مسابقة ملكة جمال الكون منذ انطلاقتها عام 1952، عقدت المسابقة في 23 مايو 1989 في فندق فييستا أمريكانا كونديسا في كانكون، المكسيك، تنافس ستة وسبعون متسابقة في هذا العام، في نهاية الحدث توجت أنجيلا فيسر من هولندا، البالغة من العمر 22 عامًا في مسابقة من قبل ملكة جمال الكون السابقة بونتيب ناكهرانكانوك من تايلاند. وتصبح أول ملكة جمال هولندية تفوز بلقب ملكة جمال الكون والوحيدة حتى الآن.

## النتائج

### المراكز النهائية

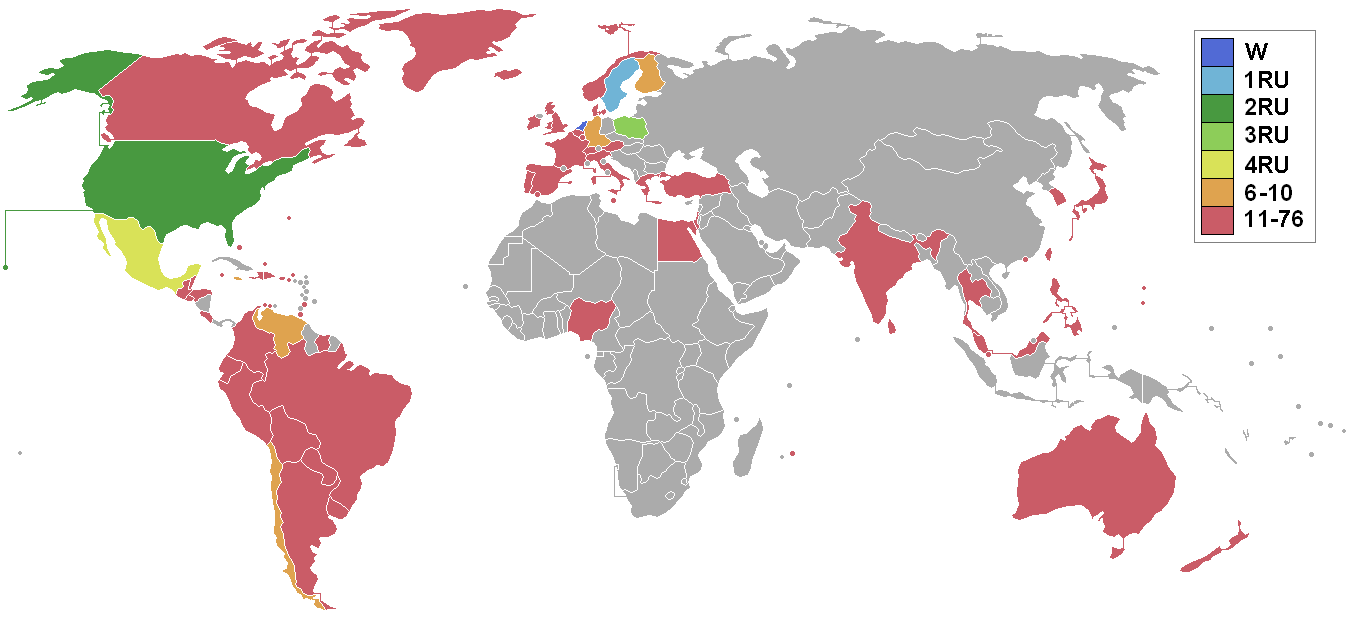
البلدان والأقاليم التي أرسلت المندوبين والنتائج لملكة جمال الكون 1989

| النتائج النهائية     | المتنافسة |
| -------------------- | --- |
| ملكة جمال الكون 1989 | - هولندا - أنجيلا فيسر |
| الوصيفة الأولى       | - السويد - لويز دريفنستام |
| الوصيفة الثانية      | - الولايات المتحدة - غريتشن بولهيموس                                                                                          |
| الوصيفة الثالثة      | - بولندا - يوانا غابينسكا |
| الوصيفة الرابعة      | - المكسيك - أدريانا أباسكال                                                                                                   |
| أفضل 10              | - تشيلي - ماكارينا مينه - فنلندا - آوسى لوفدال - ألمانيا - أندريا ستيلزر - جامايكا - ساندرا فوستر - فنزويلا - إيفا ليزا ليونغ |

### المسابقة النهائية
| البلد            | المقابلة   | ملابس السباحة | فستان السهرة | متوسط نصف النهائي |
| ---------------- | ---------- | ------------- | ------------ | ----------------- |
| هولندا           | 9.583 (1)  | 9.725 (1)     | 9.824 (1)    | 9.710 (1)         |
| السويد           | 9.261 (2)  | 9.233 (2)     | 9.376 (2)    | 9.290 (2)         |
| الولايات المتحدة | 8.511 (5)  | 8.894 (4)     | 8.927 (8)    | 8.777 (5)         |
| بولندا           | 8.472 (6)  | 9.105 (3)     | 9.027 (4)    | 8.868 (3)         |
| المكسيك          | 8.650 (3)  | 8.883 (5)     | 9.026 (5)    | 8.853 (4)         |
| ألمانيا          | 8.461 (7)  | 8.737 (7)     | 9.010 (6)    | 8.736 (6)         |
| فنزويلا          | 8.204 (8)  | 8.727 (8)     | 9.096 (3)    | 8.675 (7)         |
| فنلندا           | 8.533 (4)  | 8.661 (9)     | 8.755 (9)    | 8.649 (8)         |
| جامايكا          | 8.111 (9)  | 8.788 (6)     | 8.933 (7)    | 8.610 (9)         |
| تشيلي            | 8.033 (10) | 8.505 (10)    | 8.755 (9)    | 8.431 (10)        |

## المتسابقات
- الأرجنتين - لويزا نوربيس
- أروبا - كارينا فيليكس
- أستراليا - كارين ويندين
- النمسا - بيتينا بيرغولد
- جزر البهاما - تاشا راميريز
- بلجيكا - آن دي بيتزيلير
- بليز - أندريا شيرمان ماكوي
- برمودا - كورنيليا فوربيرت
- بوليفيا  - راكيل كورس أولوا
- البرازيل - فلافيا كافالكانتي
- جزر العذراء البريطانية - فيولا جوزيف
- كندا - جولييت باول
- جزر كايمان - كارول آن كرات
- تشيلي - ماريا ماكارينا مينا جاراتشينا
- كولومبيا - ماريا تيريزا إيغورولا هينوخوسا
- كوستاريكا - لوانا فرير بوستامانتي
- كوراساو - آنا موستيرو
- الدنمارك - لويز ميجلهيد
- جمهورية الدومينيكان - آني كانان كاميدو
- الإكوادور - ماريا يوجينيا مولينا
- مصر - سالي عطا
- السلفادور - بياتريس لوبيز رودريغيز
- إنجلترا - راكيل ماري جوري
- فنلندا - أوسا ماريا لوفدال
- فرنسا - باسكال ميوتي
- ألمانيا - أندريا ستيلزر
- جبل طارق – تاتيانا ديسويسا
- اليونان - كريستيانا لاتاني
- جرينلاند - نجا ري سورنسن
- غوام - جانيس سانتوس
- غواتيمالا - هيلكا كويفاس
- هايتي - جلافيرا جان لويس
- هندوراس - فرانسيس سيريل ميلا
- هونغ كونغ - سينثيا يوك لوي تشيونغ
- آيسلندا - غلثبيرغ غيشوراردوتير
- الهند - دوللي مينهاس
- أيرلندا - كوليت جاكسون
- إسرائيل - نيكول هالبرين
- إيطاليا - كريستيانا بيرتاسي
- جامايكا - ساندرا فوستر
- اليابان - إيري تاشيرو
- كوريا - كيم سونغ ريونغ
- لوكسمبورغ – كريس سكوت
- ماليزيا - كارمن شياه سوي
- مالطا - سيلفانا ساموت باندولفينو
- موريشيوس - جاكي راندابل
- المكسيك - أدريانا أباسكال
- هولندا - أنجيلا فيسر
- نيوزيلندا - شيلي سوفي
- نيجيريا - بيانكا أونوه
- جزر ماريانا الشمالية - سورين فيلانويفا
- النرويج - لين أورنهوفت
- باراغواي - آنا فيكتوريا شيرير
- بيرو - ماريانا سوفيرو
- الفلبين - سارة جين ديفيس بايز
- بولندا - جوانا جابينسكا
- البرتغال - آنا فرانسيسكو سوبرينهو
- بورتوريكو - كاتالينا فيلار
- جمهورية الصين - تشن ين بينغ
- إسكتلندا - دانتيل فيكتوريا سوزانا
- سنغافورة - بولين تشونغ
- إسبانيا - إيفا بيدرازا
- سريلانكا - فيرونيكا روستون
- سانت فنسنت وجزر غرينادين - كميل صامويلز
- سورينام - كونسويلا كرودين
- السويد - لويز دريفنستام
- سويسرا - كارينا بيرغر
- تايلاند  - يونلادا رونغانام
- ترينيداد وتوباغو - غينيفر هيلين كيشال
- تركيا - ياسمين بردان
- جزر توركس وكايكوس - شارون سيمونز
- الأوروغواي - كارولينا بيز ريت
- الولايات المتحدة  - جريتشن بوليهيموس
- جزر العذراء الأمريكية - ناتالي لينش
- فنزويلا - إيفا ليزا لارسدوتر ليونج
- ويلز - أندريا كارولين جونز

## الروابط الخارجية
- موقع ملكة جمال الكون الرسمي